# Stemotria triandra
Stemotria triandra là một loài thực vật có hoa trong họ Calceolariaceae. Loài này được (Cav.) Govaerts miêu tả khoa học đầu tiên năm 1999.